# فیلم‌نامه تولیدی

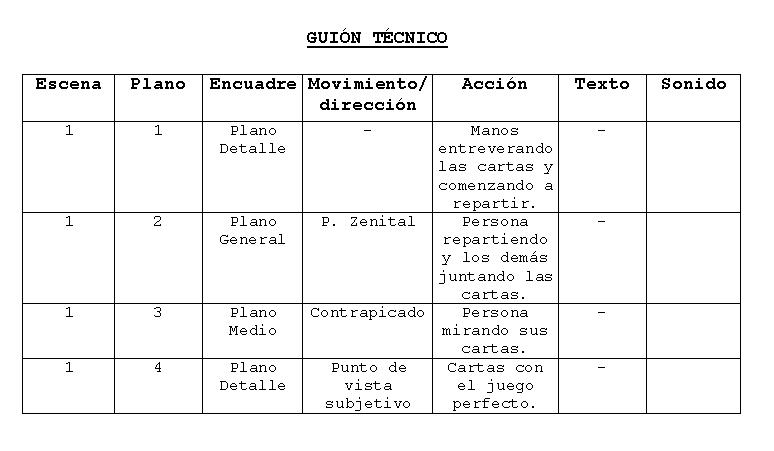
لیست برخی از فیلم‌نامهٔ تولیدی

فیلم‌نامهٔ تولیدی (به انگلیسی: shooting script) نوعی فیلم‌نامه است که کاملاً با فیلمنامهٔ معمولی تفاوت دارد. فیلم‌نامهٔ نهایی یا فیلم‌نامهٔ اجرایی یا فیلم‌نامهٔ فیلمبرداری فیلمنامه‌ای است که توسط کارگردان و مدیر فیلمبرداری فیلم (معمولاً فقط توسط کارگردان) بازنویسی شده تا به جزئیات بپردازد. این فیلم‌نامه طی تولید فیلم و برای کمک به عوامل فیلم استفاده می‌شود. همچنین دستیار کارگردان از فیلم‌نامهٔ تولیدی برای تفکیک فیلم‌نامه استفاده می‌کند. تفکیک فیلم‌نامه فرایندی هست که در ان دستیار کارگردان همهٔ لوازم مورد نیاز برای ساخت هر صحنهٔ فیلم را مشخص می‌کند.
فیلمنامه‌های تولیدی برای فیلم ضروری نیستند. این فیلمنامه‌ها خیلی طولانی‌تر از فیلمنامه‌های معمولی هستند. در سینمای ایران فیلم‌نامهٔ تولیدی را با اسم‌های مختلفی مانند فیلم‌نامهٔ نهایی، فیلم‌نامهٔ اجرایی، فیلم‌نامهٔ آماده تولید و فیلم‌نامهٔ کارگردان می‌شناسند.
هدف از پدیدآوردن فیلم‌نامهٔ تولیدی این است که عوامل فیلم در طول تولید بتوانند دقیقاً دیدگاه کارگردان را دنبال کنند.
در فیلم‌نامهٔ تولیدی همهٔ صداها، وسایل، لحن حرف زدن بازیگران، نورها و شمارهٔ صحنه‌ها ذکر می‌شود. بعضی از فیلمنامه‌های تولیدی ممکن است به برخی از این موارد اشاره نکنند و بعضی فیلمنامه‌های تولیدی هم ممکن است به موارد بیشتری از جمله نوع نماها و زاویهٔ دوربین اشاره بکنند.
فیلمنامه‌های تولیدی بیشتر در هالیوود مرسوم هستند و کمتر در صنعت سینمای کشورهای دیگر استفاده می‌شوند.